# Lilla Fallsjön
Lilla Fallsjön är en sjö i Olofströms kommun i Blekinge och ingår i Skräbeåns huvudavrinningsområde. Sjön är 14,2 meter djup, har en yta på 0,0967 kvadratkilometer och är belägen 143 meter över havet.

## Delavrinningsområde
Lilla Fallsjön ingår i det delavrinningsområde (624988-142151) som SMHI kallar för Mynnar i Slagesnässjön. Medelhöjden är 143 meter över havet och ytan är 15,46 kvadratkilometer. Det finns inga avrinningsområden uppströms utan avrinningsområdet är högsta punkten. Lekarebäcken som avvattnar avrinningsområdet har biflödesordning 3, vilket innebär att vattnet flödar genom totalt 3 vattendrag innan det når havet efter 43 kilometer. Avrinningsområdet består mestadels av skog (87 procent). Avrinningsområdet har 0,34 kvadratkilometer vattenytor vilket ger det en sjöprocent på 2,2 procent.